# Talayot de Son Fred
Le talayot de Son Fred est un site archéologique situé sur la commune de Sencelles, sur l'île de Majorque dans l'archipel des Îles Baléares en Espagne. La construction du talayot date de l'Âge du fer durant la période talayotique.

## Historique
Le talayot est décrit pour la première fois par Nadal Gelabert  au milieu du XXe siècle sous le nom de « talayot de C'an Reñina ». L'édifice, menacé de destruction a été acheté dans les années 1970 par la fondation Juan March et donné à la commune. Il a été déclaré bien d'intérêt culturel en 1966 sous la référence RI-51- 0002917. Il a été fouillé en 2005-2006 sous la direction de Javier Aramburu-Zabala et Damià Ramis.

## Description

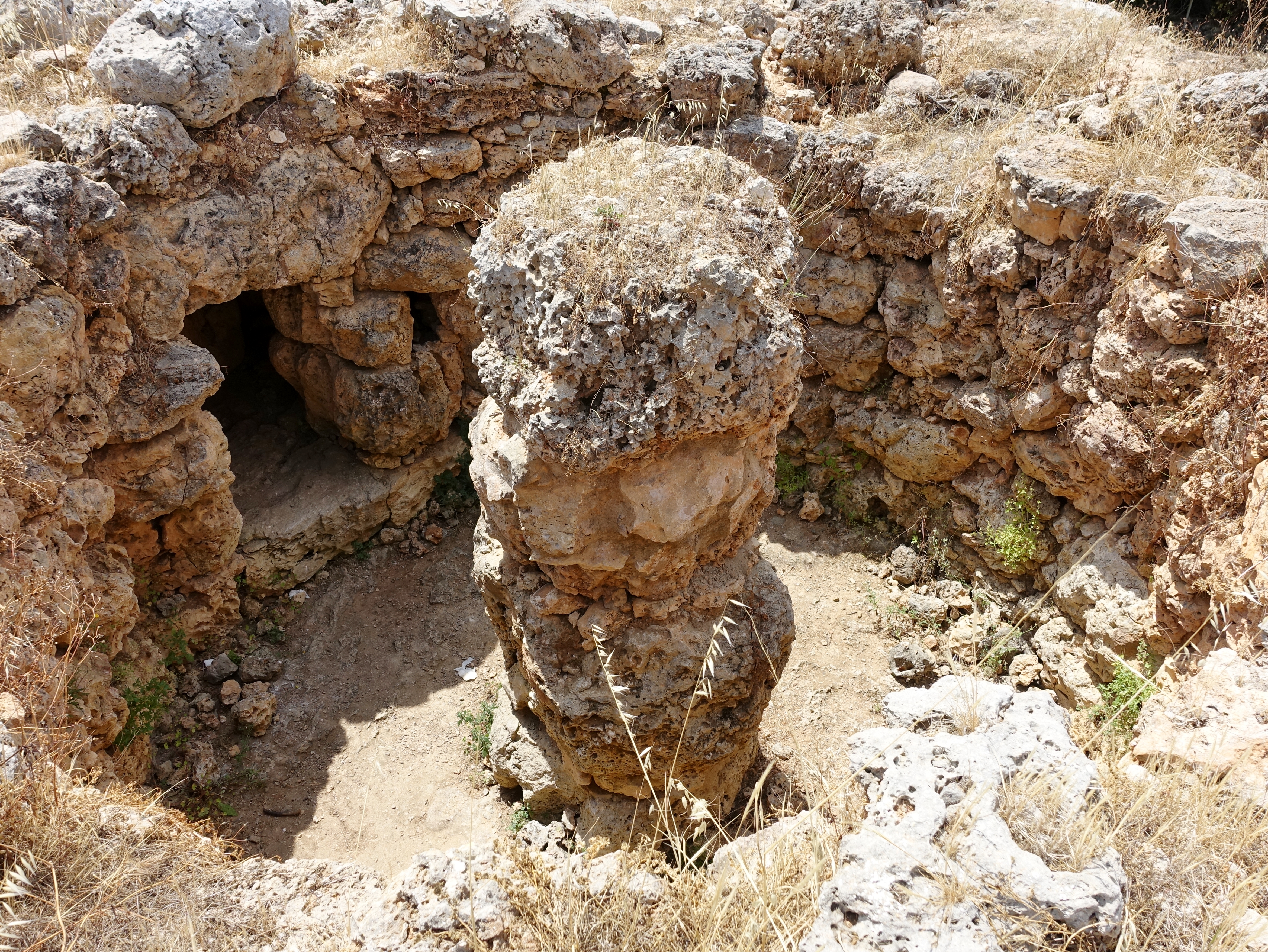
Intérieur de la salle.

Le talayot a été édifié sur le versant d'une petite colline, mais pas en position proéminente, à proximité d'un torrent mais pas immédiatement à côté, il n'y a pas non plus de ressources naturelles significatives à proximité. Il est probable que le talayot, comme tous les grands talayots de ce type, était à l'origine inclus dans un village talayotique aujourd'hui disparu, mais à ce jour les fouilles effectuées n'ont pas mis au jour de vestiges correspondants.
Le talayot de Son Fred a été construit directement sur le socle rocheux. Le talayot est de forme tronconique avec un diamètre à la base de 13,60 m (12,40 m  de diamètre à son sommet) et une hauteur maximale conservée de 5 m  côté extérieur. Le mur est à double parement : côté extérieur, il est constitué de gros blocs de pierre et côté intérieur de blocs polygonaux plus petits. Le talayot renferme une chambre centrale circulaire de 5,50 m de diamètre comportant, au centre, une colonne polylithique composée de quatre blocs calcaires empilés, destinée à soutenir le plafond de la pièce. On accède à la chambre par un couloir très bas de plafond en forme de zig-zag, choix architectural peu fréquent mais visible aussi dans les talayots de Son Creixel, Cascanar et Son Jordi. Ce choix pourrait s'expliquer par la volonté des bâtisseurs de masquer l'intérieur de l'édifice. L'existence d'un deuxième étage, désormais disparu, n'est pas exclue. Il est possible que l'espace situé directement au-dessus du linteau de la porte ait été une autre porte menant à un premier étage mais aucune dalle n'ayant été découverte à l'intérieur du talayot, il semble que le toit du premier étage ait été en bois.
La fouille de l'intérieur du talayot a livré une grande quantité de céréales mais aucun mobilier lithique, osseux ou métallique. Vers 830 av. J.-C., le bâtiment a été incendié puis abandonné. Beaucoup plus tard, les abords du bâtiment ont été réutilisé comme lieu de sépulture.